# Word on Tha Street
Word on Tha Street è il primo album del rapper statunitense Bad Azz, pubblicato da Priority Records nel 1998. Partecipano al disco, tra gli altri, Snoop Dogg, Outlawz, Kurupt e The Lady of Rage.
| Recensione | Giudizio |
| ---------- | -------- |
| AllMusic   |          |

## Tracce
1. We Be Puttin It Down! (featuring Snoop Doggy Dogg) – 5:04 – DJ Pooh
2. Ghetto Star – 4:27 – Ant Banks
3. Why U Don't Know? (Insert) – 0:28
4. I Ain't Concerned – 4:01 – Ant Banks
5. This Life of Mine (featuring Outlawz) – 4:49 – Flip
6. Livin It Up – 3:57 – Gangsta
7. Love? (Insert) – 0:39
8. Tha Shit (Why Fuck wit Me?) – 3:55 – Gangsta
9. Pawn Shop Robbery (Insert) – 0:18
10. Addicted to Crime (featuring The Comrads) – 5:31 – Gangsta
11. Money, Houses and Cars (featuring Kurupt) – 4:53 – Priest "Soopafly" Brooks
12. Cookin' Cookies – 4:39 – Big Kid
13. Continued Dedication (featuring Low Life Gangstas) – 5:27 – Big Kid
14. Darochee's M.C. (Insert) – 0:18
15. A Hold on Hip Hop (featuring The Lady of Rage & Ms. Legacy) – 4:04 – Priest "Soopafly" Brooks
16. School Girl (Insert) – 1:28
17. Tha Last Time (featuring Lil' Beau) – 4:05 – Lil' Beau
18. Everythang Happens fo' a Reason (featuring Tray Dee) – 4:17 – Kenny McCloud
19. My People – 4:15 – Kenny McCloud, Sugarfoot (co-prod.)
20. Tha Stand – 3:31 – Kenny McCloud

## Classifiche settimanali
| Classifica (1998)         | Posizione massima |
| ------------------------- | ----------------- |
| Stati Uniti               | 182               |
| US Top R&B/Hip-Hop Albums | 32                |